# Amphipterygium simplicifolium
Amphipterygium simplicifolium là một loài thực vật có hoa trong họ Đào lộn hột. Loài này được (Standl.) Cuevas-Figueroa mô tả khoa học đầu tiên năm 2005 publ. 2006.